# Riaan Cruywagen

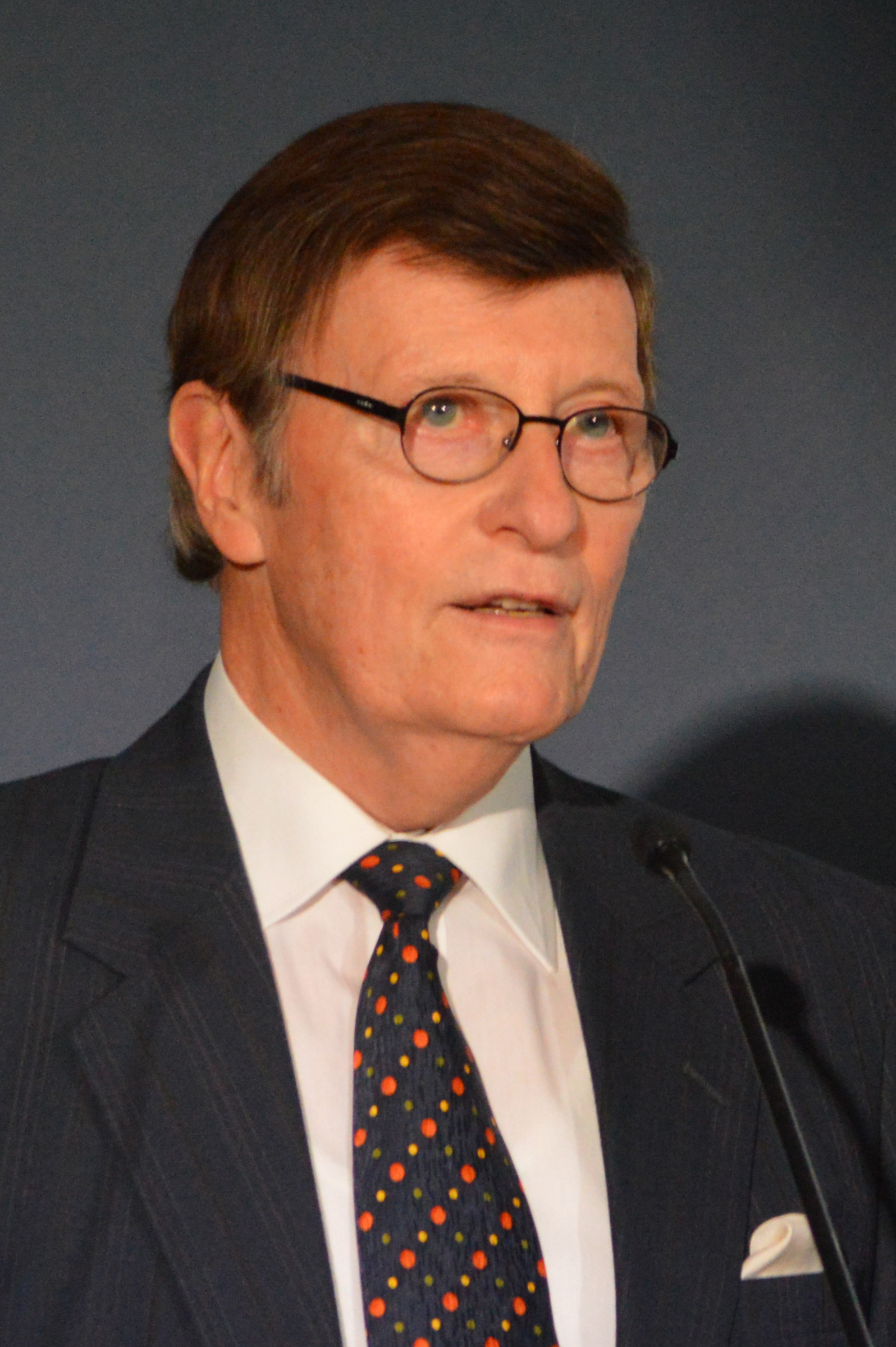
Riaan Cruywagen, 2016

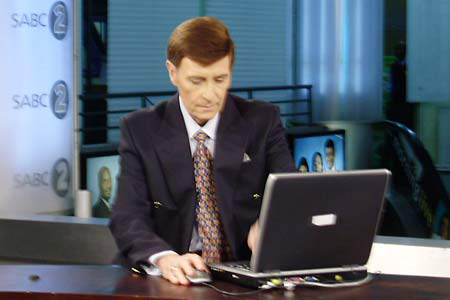
Riaan Cruywagen

Riaan Cruywagen (* 5. Oktober 1945) ist ein südafrikanischer Fernsehnachrichtensprecher und Synchronsprecher. Seit Beginn der Sendungen der South African Broadcasting Corporation (SABC) im Jahre 1975 las er jeden Wochenabend die Nachrichten auf Afrikaans. Seine letzte Sendung wurde am 26. November 2012 um 19:00 CAT übertragen. Bis zu dem Zeitpunkt hatte er 7000 Nachrichtensendungen präsentiert: während Südafrikas unruhiger Zeiten war seine konstante Stimme ein Zeichen von Beständigkeit.

## Karriere
Seine Karriere als Journalist begann 1965, als er begann, bei der SABC in Kapstadt Teilzeit zu arbeiten. Zu dieser Zeit studierte er noch an der Universität Stellenbosch. Er präsentierte seine erste Nachrichten um 20:00 am 26. November 1975. Die erste Meldung an diesem Abend handelte von der Verurteilung Breyten Breytenbachs zu neun Jahren Haft.
Im Juni 2003 wurde bekannt, dass Cruywagens Vertrag bei der SABC nicht verlängert werden sollte. Daraufhin erfolgte eine Kampagne von Bürgern, welche zu einer Vereinbarung zwischen SABC und UASA (United Association of South Africa) führte: sein Vertrag wurde bis auf Weiteres verlängert.

Graffiti an einer Wand in der Nähe von Kayamandi, Stellenbosch

Im Laufe seiner langen Karriere hat sich der Name Riaan Cruywagen mit dem afrikaansen Fernsehen eng verbunden. Mitte der 2000er Jahre, nachdem sein Vertrag verlängert worden war, wurde Cruywagen einmal mehr Mittelpunkt der populären Kultur Südafrikas: im Stil von den Chuck Norris Facts wurden Witze über ihn im Internet verbreitet, meistens mit Bezug auf sein immer jugendlich wirkendes Erscheinungsbild und seine intellektuellen Fähigkeiten.
Neben seiner journalistischen Arbeit lieh er seit 1976 dem Protagonisten der beliebten afrikaansen Kindernachrichtensendung Haas Das se Nuuskas seine Stimme. Als 2007 ein Kinofilm (Haas Das hou konsert) daraus produziert wurde, sprach er wieder die Rolle des Haas.
Er bekam die Rolle, als er Louise Smit (die Gründerin des Shows) einen Witz erzählte. Darauf fasste sie ihm an und schrie „Ich habe meinen Hasen!“ Er lieh auch seine Stimme vielen Charakteren des Kinderprogramms Liewe Heksie.
Er trat auch in einer Werbekampagne für ATKV/Pendoring als Kellner in einem Restaurant auf, in dem ein Schild an der Wand hing, auf dem „Moenie die taal afskeep nie!“ (Die Sprache nicht vernachlässigen! - mit Bezug auf Afrikaans) stand. Cruywagen trat auch in einigen Filmen auf, wo er sich selber als Fernsehnachrichtensprecher spielte, u. a. las er in Leon Schusters Sweet ’n Short die Nachrichten in isiZulu. Er trat auch im Kriminalfilm Stander von Bronwen Hughes als eine nostalgische Erinnerung an seine lange Karriere als Nachrichtensprecher auf.